# Antipenko (eiland)
Antipenko (Russisch: Антипенко) is een eilandje aan de ingang van de Baklanbocht van de Baai van Peter de Grote in het noordwestelijk deel van de Japanse Zee, op ongeveer 47 kilometer ten zuidwesten van de stad Vladivostok. Het behoort tot het district Chasanski van de Russische kraj Primorje. Ten zuiden van het eiland ligt het eiland Sibirjakova.

## Geografie
Antipenko is tot 107 meter hoog en meet 1,8 kilometer van west naar oost en 1,2 kilometer van noord naar zuid. Het grootste deel van het eiland is bedekt met loofbos en struikgewas. Aan zuidoostelijke zijde bevindt zich een kleine bocht, waarvan de kapen aan de ingang rotsig zijn en steil opsteken uit het water en waarvan de oevers worden omgeven door stranden met keien en kiezels. De bocht is 5 tot 10 meter diep en de bodem is rotsachtig. Een aantal beekjes monden uit in de bocht. Aan de westelijke en noordelijke zijde van het eiland bevinden zich nog twee kleine zoetwaterbronnen.
Aan zuidzijde wordt het eiland Sibirjakova van Antipenko gescheiden door een onderzees plateau. Het eiland kent geen permanente bevolking, maar in de zomer en herfst wordt het eiland wel veel bezocht door toeristen en dagjesmensen.

## Geschiedenis
Het eiland werd tussen 1862 en 1863 onderzocht en in kaart gebracht door een expeditie onder leiding van de Russische vlootstuurman Vasili Babkin aan boord van het korvet Kalevala en werd vernoemd naar de achternaam van ingenieur-technicus en officier Ivan Antipenko.